# Mister Internacional 2007
Mister Internacional 2007 foi a 8ª edição do concurso de beleza masculino intitulado Mister International. O certame foi idealizado pelo empresário Alan Sin, diretor do Mister Singapore Organization. O intuito da competição é reunir homens capazes de ser influenciadores da sociedade em que vivem e formadores de opinião. O modelo vencedor disputou o título com outros dezesseis candidatos de diversos outros países ao vivo pelo portal da organização Mister Singapure via livestream. A segunda edição foi realizada na cidade de Kuching e teve como vitorioso o brasileiro Alan Martini. 

## Resultados

### Colocações
| Colocação               | País e Candidato |
| Vencedor                | - Brasil - Alan Martini |
| 2º. Lugar               | - Coreia do Sul - Oh Jong Sung |
| 3º. Lugar               | - Grécia - Aristotelis Bolovinos |
| 4º. Lugar               | - Venezuela - Alberto García |
| 5º. Lugar               | - Líbano - Bassel Hamdan |
| (TOP 10) Semifinalistas | - Estados Unidos - Jacob Hill - Costa Rica - Berni Madrigal - Índia - Nikhil Dharwan - Letônia - Armands Berzins - Singapura - Gabriel Goh |

### Premiações Especiais
- Houve as seguintes premiações especiais este ano:

| Premiação           | País e Candidato             |
| Mister Fotogenia    | - Venezuela - Alberto García |
| Mister Simpatia     | - Guatemala - Gudiel Rivera  |
| Mister Espírito     | - Brasil - Alan Martini      |
| Melhor Traje Típico | - Líbano - Bassel Hamdan     |

### Outro Prêmio
- Trata-se de um prêmio dado ao melhor diretor nacional:

| Prêmio         | País e Candidato                 |
| Melhor Diretor | - Estados Unidos - Robert Delfin |

## Jurados

### Final
1. Jennifer Lau, radialista;
2. Ramsey Ong, renomado artista;
3. Melinda Omar, agente de modelos;
4. Wayan Widiatmika, designer indonésio;
5. Daf, artista internacional e escultor irlandês;
6. Galen Hogan, presidente da ASEAN Handicraft Promotion;
7. Sarawak, presidente da Society Atelier,
8. Edrig Ong, renomado designer;
9. Audrey Wan Ullok, jogadora;

## Candidatos
Disputaram o título este ano:  
| - Brasil - Alan Martini - Canadá - Lawrence Leung - Coreia do Sul - Oh Jong Sung - Costa Rica - Berni Madrigal - Egito - Amr Samaha - Estados Unidos - Jacob Hill | - Grécia - Aristotelis Bolovinos - Guatemala - Gudiel Rivera - Índia - Nikhil Dharwan - Itália - Raffaele Merico - Letônia - Armands Bērziņš - Líbano - Bassel Hamdan | - Malásia - Adib Bin Othman - Singapura - Gabriel Goh - Sri Lanca - Amila Karunanayake - Taiwan - Allen Hsu - Venezuela - Alberto García |

## Ligações Externas
- Site do Concurso

- Página no Facebook

- Histórico no Pageantopolis (em inglês)